# Poyatos
Poyatos – gmina w Hiszpanii, w prowincji Cuenca, w Kastylii-La Mancha, o powierzchni 44,28 km². W 2011 roku gmina liczyła 85 mieszkańców.